# 我恨我痴心
《我恨我痴心》是香港歌手刘德华演唱的一首粤语摇滚歌曲，收录于其1989年发行的粤语专辑《共你伤心过》中。由琼·杰特、Desmond Child作曲，卢永强作词。它翻唱自美国女摇滚歌手琼·杰特于1988年演唱的英语歌曲 "I Hate Myself for Loving You"。

## 概况
作为一首摇滚劲歌，刘德华经常在演唱会或音乐活动上演唱而被人熟知，已成为一首经典快歌。不过历次演唱版相比89年MV版的歌词都有所简化。
在1993年、99年、2001年、04年、07年、2010年、18年和2024年香港演唱会上刘德华都演唱此歌。
作为其他歌手演唱会的表演嘉宾刘德华也经常演唱此歌，如2009年郑秀文演唱会，2014年徐小凤演唱会，2016年謝安琪演唱会，2023年李克勤演唱会等等。